# 贝科沃区
贝科沃区（俄语：Быковский район）是俄罗斯联邦伏尔加格勒州下辖的一个区，其行政中心为贝科沃。据2016年统计，该区的人口为26177人。